# James Mitchell Ashley
James Mitchell Ashley, né le 14 novembre 1824 dans le comté d'Allegheny et mort le 16 septembre 1896 à Ann Arbor, est un homme politique américain qui a été membre du Congrès et gouverneur du Montana. Il est l'arrière-arrière-grand-père de Thomas Ashley.

## Biographie
Membre du parti républicain est le représentant de l'État de l'Ohio à la Chambre de 1859 à 1869. Il fit partie de la faction des républicains radicaux déposant un projet de loi visant à abolir l'esclavage dans le district de Columbia en 1862. En 1863, il présenta le premier projet d'abolition de l'esclavage, prélude du Treizième amendement de la Constitution des États-Unis adopté deux ans plus tard. Ses positions radicales ne lui attirent pas que des amis, et il est battu aux élections de 1869 de 1 000 voix par le démocrate Truman H. Hoag. 
La même année le président Ulysses S. Grant le nomme gouverneur du territoire du Montana, poste qu'il occupe pendant 15 mois. Son refus de nommer des personnels démocrates dans l'administration du territoire le rend impopulaire. Ses opposants l'accuse de critiquer la politique de Grant et ce dernier est amené à le limoger,. 
James Mitchell Ashley a été le président-fondateur de l'Ann Arbor Railroad (1877-1890).
Il s’est également présenté sans succès à la Chambre des représentants des États-Unis en 1890 et en 1892.

## Dans la culture populaire
En 2012, son rôle est interprété par David Costabile dans le film Lincoln de Steven Spielberg.

### Source
- (en) Cet article est partiellement ou en totalité issu de l’article de Wikipédia en anglais intitulé « James Mitchell Ashley » (voir la liste des auteurs).